# Gran Fillar
De Gran Fillar (Duits Fillarhorn) is een 3678 meter hoge berg in het westen van de Pennische Alpen. De berg ligt op de grens van het Italiaanse provincie Verbania en het Zwitserse kanton Wallis.
De berg is een onderdeel van de Weißgrat die op het einde van de Gornergletsjer ligt. De op een na grootste gletsjer van de Alpen. Ten noorden van de berg ligt de 3804 meter hoge Cima di Jazzi. Aan de zuidzijde ligt de Piccolo Fillar (3620 m) en de bergpas Colle del Fillar (3590 m) die de grens vormt met de Jägerhorn (3970 m). Ten oosten van de top ligt het Piëmontese bergdal Valle Anzasca.
Belangrijk rustpunt in de tocht naar de top vanuit het Valle Anzasca is de kleine bivakhut Belloni (2509 m) die aan de voet van de Piccolo Fillargletsjer is gelegen.